# Pentax Z-50p
Pentax «Z-50p» — малоформатный однообъективный зеркальный фотоаппарат с автофокусом, производившийся с 1993 до 1995 года в чёрном исполнении.

## Основные характеристики
- Режимы: Av (приоритет диафрагмы), HyM, HyP, P (режим программной линии) и Tv (приоритет выдержки).
- Встроенный экспонометр.
- Экспокоррекция ±3 EV с шагом — 1/2 EV.
- Блокировка экспозиции отсутствует.
- Автоспуск — 12 сек.
- Электронный затвор из металлических шторок с вертикальным ходом 30 — 1/2000 сек, В.
- Питание 6 Вольт 2CR5.
- Встроенный моторный привод протяжки плёнки с возможностью серийной съемки до 2 к/сек.
- Отображение выдержки и положения диафрагмы в видоискателе.
- Дисплей над видоискателем.
- Функция PowerZoom.

## Совместимость
«Z-50p» может работать с любыми объективами Pentax. Необходимо учесть лишь несколько нюансов:
- существуют объективы рассчитанные для использования с APS-C-камерами. Такие объективы дадут сильнейшее виньетирование;
- с объективами оснащёнными креплением KAF3 и KF не будет работать автофокус. Подтверждение фокусировки работать будет.